# Tschetwerikow TA-1
Die sowjetische Tschetwerikow TA-1 (russisch Четвериков ТА-1) war ein sowjetisches Mehrzweck-Amphibienflugboot aus der zweiten Hälfte der 1940er Jahre. Sie war das letzte von Igor Tschetwerikow konstruierte Wasserflugzeug. Insgesamt wurden drei Prototypen gebaut.

## Entwicklung
Es war vorgesehen, die TA-1 in den unwegsamen Gebieten im Osten und Norden der UdSSR als Fracht- und Passagierflugzeug einzusetzen. Potentielle Nutzer sollten die Aeroflot und die sowjetischen Seefliegerkräfte werden.
Die Entwicklungsarbeiten begannen 1947 und wurden durch ein von Tschetwerikow geleitetes Leningrader Ingenieurskollektiv durchgeführt. Die TA-1 wurde als abgestrebter Ganzmetall-Hochdecker mit geradem Tragflügel und Normalleitwerk konstruiert. Die beiden Haupträder fuhren während des Fluges rechts und links in den Rumpf ein.
Der erste Prototyp startete im Juli desselben Jahres zur Flugerprobung. Er wies schlechte Flugeigenschaften auf, insbesondere die Manövrierfähigkeit ließ zu wünschen übrig.
Der Entwurf wurde deshalb überarbeitet, die Spannweite wurde etwas vergrößert und das Gewicht reduziert. Diese Maschine flog erstmals Anfang 1948. Im gleichen Jahr entstand noch eine als TAF (ТАФ) bezeichnete Version. Sie war als Vermessungs- und Luftbildflugboot vorgesehen und war deshalb mit zwei Luftbildkameras ausgerüstet. Sie nahm im gleichen Jahr die Flugerprobung auf. Zwar erreichte sie eine höhere Gipfelhöhe und Reichweite als der erste Prototyp, die sonstigen Eigenschaften waren jedoch nicht wesentlich verbessert worden, so dass man sich gegen eine Serienproduktion entschied.

## Technische Daten
| Kenngröße             | 1. Prototyp                                                         | 3. Prototyp                                                         |
| --------------------- | ------------------------------------------------------------------- | ------------------------------------------------------------------- |
| Konzeption            | Passagierflugboot                                                   | Luftbildflugboot                                                    |
| Besatzung             | 2                                                                   | 2                                                                   |
| Spannweite            | 17,20 m                                                             | 17,80 m                                                             |
| Länge                 | 14,00 m                                                             | 14,00 m                                                             |
| Flügelfläche          | 43,00 m²                                                            | 43,60 m²                                                            |
| Flügelstreckung       | 6,9                                                                 | 7,3                                                                 |
| Leermasse             | 4658 kg                                                             | 4268 kg                                                             |
| Startmasse            | normal 6255 kg                                                      | maximal 5758 kg                                                     |
| Zuladung              | 8 bis 10 Passagiere oder 900 kg Fracht                              | 8 bis 10 Passagiere oder 900 kg Fracht                              |
| Antrieb               | zwei luftgekühlte Schwezow ASch-21 Sternmotoren mit 515 kW (700 PS) | zwei luftgekühlte Schwezow ASch-21 Sternmotoren mit 515 kW (700 PS) |
| Höchstgeschwindigkeit | 320 km/h in 1700 m Höhe                                             | 330 km/h in 1700 m Höhe                                             |
| Reisegeschwindigkeit  | 280 km/h                                                            | k. A.                                                               |
| Gipfelhöhe            | 4400 m                                                              | 5900 m                                                              |
| Reichweite            | normal 700 km                                                       | normal 700 km maximal 1.200 km                                      |